# 1920 en architecture
| Années de l'architecture : 1917 - 1918 - 1919 - 1920 - 1921 - 1922 - 1923    |
| Décennies de l'architecture : 1890 - 1900 - 1910 - 1920 - 1930 - 1940 - 1950 |

Cet article présente les faits marquants de l'année 1920 en architecture.

## Réalisations
- Edwin Lutyens construit un cénotaphe à Londres.
- Gunnar Asplund construit la chapelle des Bois à Stockholm.
- John Nance Garner House - Uvalde au Texas.

## Événements
- 15 octobre 1920 : premier numéro de L'Esprit nouveau, revue d’architecture lancée par Amédée Ozenfant, Le Corbusier et Paul Dermée[1].

- Projet du Monument à la Troisième Internationale de Vladimir Tatline. Ce monument n'est jamais réalisé.

## Récompenses
- Royal Gold Medal : Charles Louis Girault.
- Prix de Rome : Michel Roux-Spitz, premier grand prix ; Marc Brillaud de Laujardière second grand prix.

## Naissances
- 23 janvier : Gottfried Böhm.
- 10 avril : Antti Lovag, architecte hongrois, mort le 27 septembre 2014.
- 14 avril : Olivier-Clément Cacoub († 27 avril 2008).
- 4 décembre : Nadir Afonso († 11 décembre 2013).
- Louis Hoym de Marien.

## Décès
- x